# San Juan (Baleares)
San Juan (oficialmente en catalán: Sant Joan) es una localidad y municipio español de la comunidad autónoma de Islas Baleares. Situado en el centro de la isla de Mallorca, San Juan, antes conocido como San Juan de Sinéu, fue fundado el año 1300. Limita con los términos municipales de Petra, Villafranca de Bonany, Porreras, Montuiri, Lloret de Vista Alegre y Sinéu. Celebra la fiesta patronal el día de San Juan Degollado, el 29 de agosto. El 24 de junio se celebra la fiesta del «Sol que Baila», coincidiendo con el solsticio de verano. Otras fiestas son el Cuarto Domingo o del Pan y el Pez (el cuarto domingo de Cuaresma) y la Fiesta del Butifarrón, a principios de octubre.

## Geografía

Extensión del municipio en la isla de Mallorca

### Clima
El clima de San Juan es, como el resto de las Islas Baleares, del tipo mediterráneo. Aun así, se podrían hacer tres subdivisiones climatológicas en las islas: una de cálida; una de templada, para casi todas las Balearides enteras, y una más fría, situada únicamente en la sierra de Tramontana. La cálida se sitúa alrededor de las Pitiusas, debido a su posición meridional respecto Mallorca y Menorca, y también en el centro de la isla de Mallorca, más o menos lo que sería el Llano de Mallorca. Pues, el pueblo de San Juan se situaría dentro de esta zona, más cálida y más seca y, en cuanto a las temperaturas frescas, un poco más extremas (tal vez unas décimas).

## Demografía
San Juan cuenta con una población de 2228 habitantes (INE 2024).
| Gráfica de evolución demográfica de San Juan entre 1842 y 2021 |
| |
| Población de derecho según los censos de población del INE. Población de hecho según los censos de población del INE.En estos censos se denominaba Sant Joan: 1842, 1857, 1860, 1877, 1887, 1897, 1900, 1910, 1920, 1930, 1940, 1950, 1960, 1970, 1981 y 1991. |

Los habitantes son conocidos como "sanjuaneros" y "sanjuaneras".

## Historia
Les tierras de San Juan estaban integradas en el momento de la conquista de Jaime I de Aragón en el distrito musulmán de Yiynau-Bitra y en el reparto se quedaron en la parte real. De facto logra la independencia al 1298 cuando la ermita de Consolación es convertida en parroquia, de la relación con Sinéu se mantendrá constancia en el nombre de la villa. En el año 1300 se crea una villa según las ordinaciones de Jaime II de Mallorca.

## Servicios

### Educación
San Juan tiene un colegio público llamado Son Juny. Es un centro de educación infantil y primaria, adscrito a la IES Sinéu. Está situado en la entrada del pueblo, en la colina de Son Juny, en el paseo Joan Mas i Mates. Consta de dos edificios, uno de educación primaria, inaugurado en enero de 1985 y uno de educación infantil, inaugurado en el año 2004.
Las clases de educación física son facilitadas gracias a que existe el polideportivo del pueblo justo al lado, igualmente con la pista de tenis. También hay un huerto para las clases de conocimiento del medio, un gallinero para hacer compost con lo que sobra del comedor escolar, dos estaciones meteorológicas (una de ellas digital) y un estanque.
Publica una revista anual llamada Kromioussa, basada en el tema del año. En 2008 publicó el número 7.
El número de alumnos matriculados en el curso 2008-2009 es de 145 alumnos. La plantilla es de 13 maestros con horario completo, un maestro de religión, uno de educación compensatoria y uno de atención a la diversidad.

### Transportes
Aún decirse estación de San Juan, la estación, que se interpone en el recorrido Inca - Manacor, está situada en el término de Sinéu. En febrero de 2012 se ha cerrado la estación de San Juan y se han suprimido algunas frecuencias; ahora el autobús transporta pasajeros desde el centro de San Juan en la estación de Sinéu ya viceversa, enlazando así algunas llegadas del tren.

## Cultura

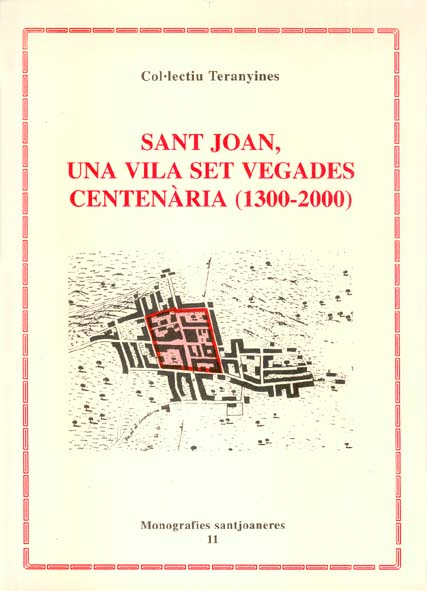
Portada de una de las Monografías Sanjuaneras

En San Juan se editan actualmente dos revistas locales,Mel i Sucre (Miel y Azúcar) y Damunt Damunt (Encima Encima), de aparición mensual y escritas íntegramente en catalán. Miel y Azúcar empezó a publicarse a principios del año 1980 y actualmente forma parte de la Asociación de la Prensa Foránea de Mallorca. Anteriormente, se editó la revista San Juan. Durante la década de 1940 se editó la revista Documenta, dedicada a la historia local, redactada sobre todo en castellano, pero en colaboraciones en catalán, lo que la convirtió en una de las primeras publicaciones de la posguerra donde utilizó esta lengua.
El grupo de Documenta era conocido popularmente como "Ses Teranyines", en referencia a su afición a "quitar las telarañas" en los papeles viejos. En la década de 1990 apareció en San Juan el Colectivo Teranyines, dedicado a la investigación sobre la historia y la cultura sanjuaneras. Su principal actividad ha sido la publicación de la colección Monografías Sanjuaneras. También organizan anualmente el Día del Padre Ginard, en homenaje a Rafael Ginard y Bauçà, folclorista, autor del monumental Cancionero Popular de Mallorca, hijo de San Juan. El Colectivo publica anualmente el Pronóstico Sanjuanero.

### Fiestas
En San Juan se celebran ocho fiestas diferentes a lo largo del año, algunas de ellas locales, como la fiesta patronal (el día de San Juan Degollado, 29 de agosto), la fiesta del "Sol que Balla" (24 de junio), la Fiesta del cuarto Domingo o del Pan y Pescado (cuarto domingo de Cuaresma) y la Fiesta del Botifarrón, y algunas de ellas más foráneas, como lo son el Día del Libro y la Rua (Carnaval).

### Tradiciones locales
También celebra, rodeado la fiesta patronal, las fiestas del pueblo. Las fiestas albergan año tras año ciertos actos tradicionales, destacando el correfocs, la salida de demonios y la misa solemne, entre otros.
Los diablos de San Juan, pertenecientes al centro cultural de San Juan, fueron la primera colla de diablos de las Islas Baleares, debutando en agosto de centro cultural de San Juan. El grupo de demonios y los Cuervos de San Onofre salen la noche del correfocs, acompañados por el Cuervo de Sant Nofre, un cuervo bicéfalo que fue la primera bestia de fuego creada en Baleares. Fue creada en 1998 por Kake Portas, basada en un mito relacionado con una pareja de cuervos.
Los demonios de San Juan, también pertenecientes al centro cultural, consisten en siete disfraces de demonio creadas por Antoni Roig y Sierra, las cuales representan los pecados capitales (lujuria, gula, avaricia, pereza, ira, envidia y soberbia). Salen unas cuantas veces en todas las fiestas patronales, persiguiendo y pegando los que se ponen por delante. Son todo un emblema de las fiestas locales y del pueblo en sí.

### Deportes
El municipio cuenta con un pabellón deportivo situado en la colina de Son Juny, al lado de la escuela pública. El pabellón municipal de Son Juny supone la sede y estadio de los dos clubes de fútbol sala del municipio: el Just-Just San Juan (que juega en la Tercera división nacional), el club más antiguo del municipio fundado en el 2003 y que cuenta 75 niños en las categorías pre-benjamín, benjamín, alevín, infantil y cadetes y el San Juan Club Deportivo (fundado en 2007 y que disputa sus partidos en la liga de primera regional). Ambos clubes cuentan con una mayoría de casi todas las plantillas, por una parte el Just-Just San Juan cuenta con las categorías de prebenjamín hasta infantil, mientras que el San Juan C.D. cuenta con las categorías: infantil, cadete y juveniles. El Just Just San Juan CFS tiene dos copas de Federación en la categoría benjamín 2012-2013 y 2013-2014 y es el único club en categoría de tercera división Nacional. El San Juan C.D. es el club con más títulos del municipio, al haber conseguido dos copas de la Federación (2009 y 2011).

### Teatro
En San Juan hay dos grupos de teatro, un infantil y otro para adultos (llamado Sesgos y Capgirons); ambos dirigidos por Antoni Bonet (conocido como Toni "Síndico"). Cada año se realizan diversas obras de teatro, entre ellas dos fijas: una sobre Herodes y los Tres Reyes de Oriente (día 6 de enero) y una de la crucifixión de Jesús de Nazaret (Viernes Santo). Ambas son dirigidas por Toni "Síndic" también.